# José Luis Ambite
José Luis Ambite es un ingeniero de telecomunicaciones, informático teórico e investigador español especializado en web semántica y minería de datos biomédica.

## Trayectoria
Ambite estudió ingeniería de telecomunicaciones en la Escuela Técnica Superior de Ingenieros de Telecomunicación (Universidad Politécnica de Madrid), continuó su formación, con una beca del programa Fulbright, en la Universidad del Sur de California con un máster en Ciencias de la computación finalizado en 1995. Es doctor en informática por la Universidad del Sur de California y profesor asociado de investigación de informática.
En el área de la investigación trabaja en la integración de información, semántica y vinculación de entidades, para su aplicación en la gestión de bases de datos, representación del conocimiento, web semántica, informática con aplicaciones en biomedicina y genética, así como aprendizaje automático. Es autor de numerosos artículos, publicaciones y monográficos editados en medios y revistas científicas. Entre otras, la publicación del año 2016 Querying Wikidata: Comparing SPARQL, Relational and Graph Databases sobre web semántica, el artículo de 2017 A Scalable Data Integration and Analysis Architecture for Sensor Data of Pediatric Asthma, o los recientes de 2022 Performance Weighting for Robust Federated Learning Against Corrupted Sources y Secure Federated Learning for Neuroimaging.
Ambite trabaja desde 1999 en el Information Sciences Institute de la Universidad del Sur de California.

## Publicaciones seleccionadas
- 2017 A Scalable Data Integration and Analysis Architecture for Sensor Data of Pediatric Asthma,[5] un artículo científico con título en español "Una arquitectura escalable de análisis e integración de datos para datos de sensores de asma pediátrica", realizado en colaboración con Rima Habre, Yao-Yi Chiang, Dimitris Stripelis y Sandrah P Eckel, y publicado en la revista científica Proceedings. International conference on data engineering, páginas 1407 a 1408.[9]

## Reconocimientos
- 1995 Beca del Programa Fulbright y Ministerio de Educación y Ciencia de España.
- 2007 Premio al mejor artículo de la Sociedad de Gobierno digital de América del Norte.
- 2012 Premio al mejor trabajo de investigación, Conferencia internacional de Web semántica (ISWC), de la Asociación de ciencias de la web semántica.[1]